# Akrolein
Akrolein, též označovaný jako akrylaldehyd (systematický název propenal) je nejjednodušší nenasycený aldehyd. Je produkován ve velkém množství, ovšem nejčastěji vzhledem k jeho nestabilitě hned reaguje s jinými látkami. Má ostrý, štiplavý, nepříjemný zápach podobný přepálenému tuku, protože při vysoké teplotě se tuky rozloží na mastné kyseliny, akrolein a vodu.

## Syntéza
Akrolein se průmyslově připravuje oxidací propenu (propylenu). Je snaha používat jako syntézní surovinu propan, je to však obtížnější. Ročně se ve světě vyrobí miliony tun akroleinu.
Glycerol zahřívaný na 280 °C se rozkládá za vzniku akroleinu. Akrolein lze v laboratoři připravovat také reakcí hydrogensíranu draselného s glycerolem.

## Použití
Akrolein se používá pro výrobu polyesterových pryskyřic, polyuretanu, propylenglykolu, kyseliny akrylové, akrylonitrilu a glycerolu. Má tendenci polymerizovat již při pokojové teplotě a zanechává gumovitý nažloutlý zbytek hnilobného zápachu. O akroleinu se uvažuje jako o surovině pro Skraupovu syntézu chinolinů, používá se však zřídka kvůli své nestabilitě.
Někdy se akrolein používá jako fixativ biologických vzorků pro elektronovou mikroskopii. Používá se i jako kontaktní herbicid pro ponořený a plovoucí plevel a pro řasy v zavlažovacích kanálech.

## Zdravotní rizika
Akrolein prudce dráždí plíce a způsobuje slzení. Byl použit jako chemická zbraň během 1. světové války. Není však zakázán Úmluvou o chemických zbraních. Na kůži způsobuje akrolein těžké poleptání. Koncentrace nad 2 ppm jsou bezprostředně škodlivé.
Akrolein je podezírán z karcinogenity pro člověka; je klasifikován jako karcinogen kategorie 2A, tedy pravděpodobně karcinogení pro člověka , studie na potkanech ukázaly zvýšený výskyt zhoubných nádorů při požívání akroleinu, avšak ne při inhalaci. V říjnu 2006 našli vědci spojení mezi akroleinem v kouři z tabákových cigaret a rizikem rakoviny plic. Akrolein je navíc toxickým metabolitem cyklofosfamidu, cytotoxického chemoterapeutika, a způsobuje hemorrhagickou cystitidu. Jako protijedy proti akroleinu se používají N-acetylcystein a mesna.
Pro měření obsahu akroleinu v průmyslových a komunálních odpadních vodách byla navržena metoda EPA 603.

## Akroleinový test
Akroleinový test je test na přítomnost glycerolu nebo tuků. Vzorek se zahřívá s hydrogensíranem draselným; uvolňuje-li se akrolein, je test pozitivní. Pokud se tuk silně zahřívá za přítomnosti dehydratačního činidla, jako je hydrogensíran draselný, glycerolová část molekuly je dehydratována do podoby nenasyceného aldehydu, akroleinu (CH2=CH-CHO), který se projeví specifickým zápachem.